# Je sais tout

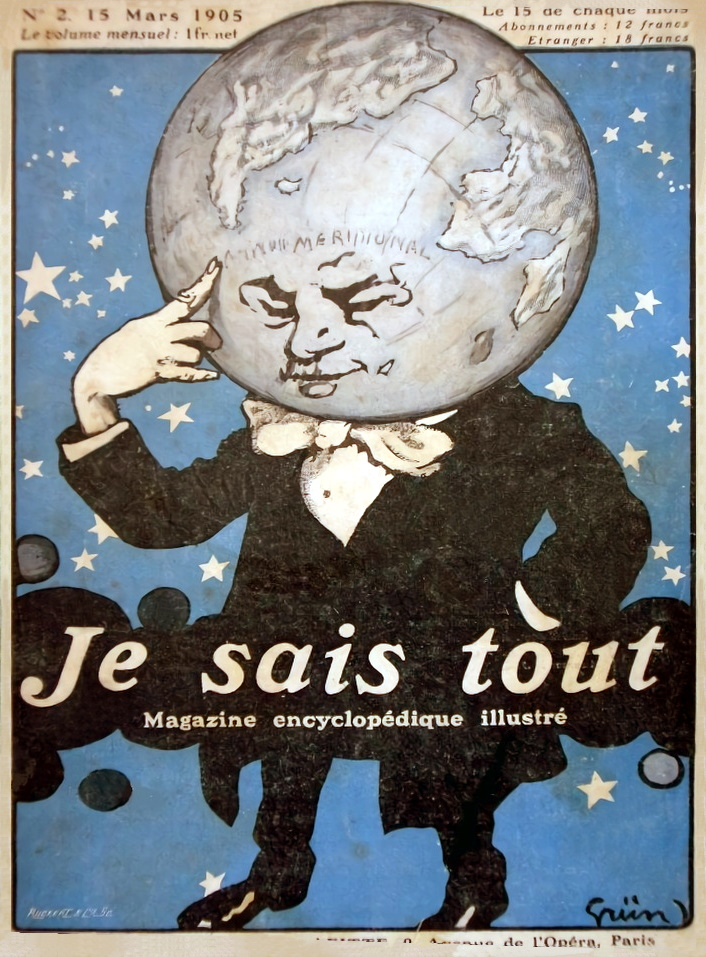
N° 2, 15 marzo 1905 copertina di Jules-Alexandre Grün.

Je sais tout (che significa "so tutto") è stata una rivista francese fondata da Pierre Lafitte nel 1905. Era nota per aver ospitato le opere di Maurice Leblanc, in particolare le avventure di Arsenio Lupin, pubblicate per la prima volta nel 1905.
Je sais tout era una popolare rivista scientifica. Usciva il 15 di ogni mese, ma la pubblicazione fu interrotta dall'agosto 1914 alla fine del 1914. Il formato della rivista era solitamente di 17,5 cm per 24,5 cm e conteneva più di 100 pagine. Il logo della rivista fu creato da Jules-Alexandre Grün. Le cifre di circolazione iniziali furono stimate in circa 250.000 copie. La sua sede centrale si trovava a Parigi.
Venne pubblicata nella sua forma originale fino al 15 gennaio 1922, quando fu riformata come Je sais tout, la revue de la découverte (che in italiano significa "So tutto, Rassegna della scoperta") e uscì il 1° del mese. L'ultimo numero del nuovo formato, e quindi di Je sais tout in generale, uscì il 1º settembre 1939.

## Le avventure di Arsenio Lupin
- Arsène Lupin, il ladro gentiluomo, pubblicato in 9 parti nei numeri 6, 11, 12, 13, 15, 16, 17, 18 e 28, da luglio 1905 a maggio 1907.
- Arsenio Lupin contro Herlock Sholmes, pubblicato in 2 parti da novembre 1906 a ottobre 1907.
- The Hollow Needle, pubblicato da novembre 1908 a maggio 1909.
- Le confessioni di Arsenio Lupin, pubblicate in 9 parti dall'aprile 1911 al giugno 1913.